# Allen Leech
Allen Leech, conosciuto all'inizio della carriera come Alan Leech (Killiney, 18 maggio 1981), è un attore irlandese, conosciuto per il ruolo di Tom Branson nella serie televisiva inglese Downton Abbey.

## Biografia
Nato a Killiney, nella contea di Dublino, da David, amministratore delegato di una società informatica, e Kay Leech, casalinga,  ha un fratello maggiore, Greg, una sorella maggiore, Ali, e un fratello minore, Simon. 
Durante gli anni di scuola al St Michael's College di Dublino si appassiona al teatro che divenne il principale interesse durante l'adolescenza, fino ad ottenere un ruolo minore nel 1998 nella produzione teatrale di Un tram che si chiama Desiderio per una compagnia di Newcastle.

### Vita privata
È molto amico del collega Rob James-Collier, conosciuto sul set di Downton Abbey.

## Filmografia

### Cinema
- Iníon an Fhiaclóra, regia di Jacqueline O'Neill – cortometraggio (2000)
- L'uomo senza legge (The Escapist), regia di Gillies MacKinnon (2002)
- Amici per la vita (Cowboys & Angels), regia di David Gleeson (2003)
- Man About Dog, regia di Paddy Breathnach (2004)
- Deep Breaths, regia di P.J. Dillon – cortometraggio (2007)
- Factory Farmed, regia di Gareth Edwards – cortometraggio (2008)
- Il segreto di Green Knowe (From Time to Time), regia di Julian Fellowes (2009)
- Rewind, regia di P.J. Dillon (2010)
- The Sweeney, regia di Nick Love (2012)
- In Fear, regia di Jeremy Lovering (2013)
- Il ricatto (Grand Piano), regia di Eugenio Mira (2013)
- The Imitation Game, regia di Morten Tyldum (2014)
- Hunter's Prayer - In fuga (The Hunter's Prayer), regia di Jonathan Mostow (2017)
- Bohemian Rhapsody, regia di Bryan Singer (2018)
- Downton Abbey, regia di Michael Engler (2019)
- Downton Abbey II - Una nuova era (Downton Abbey II: A New Era), regia di Simon Curtis (2022)

### Televisione

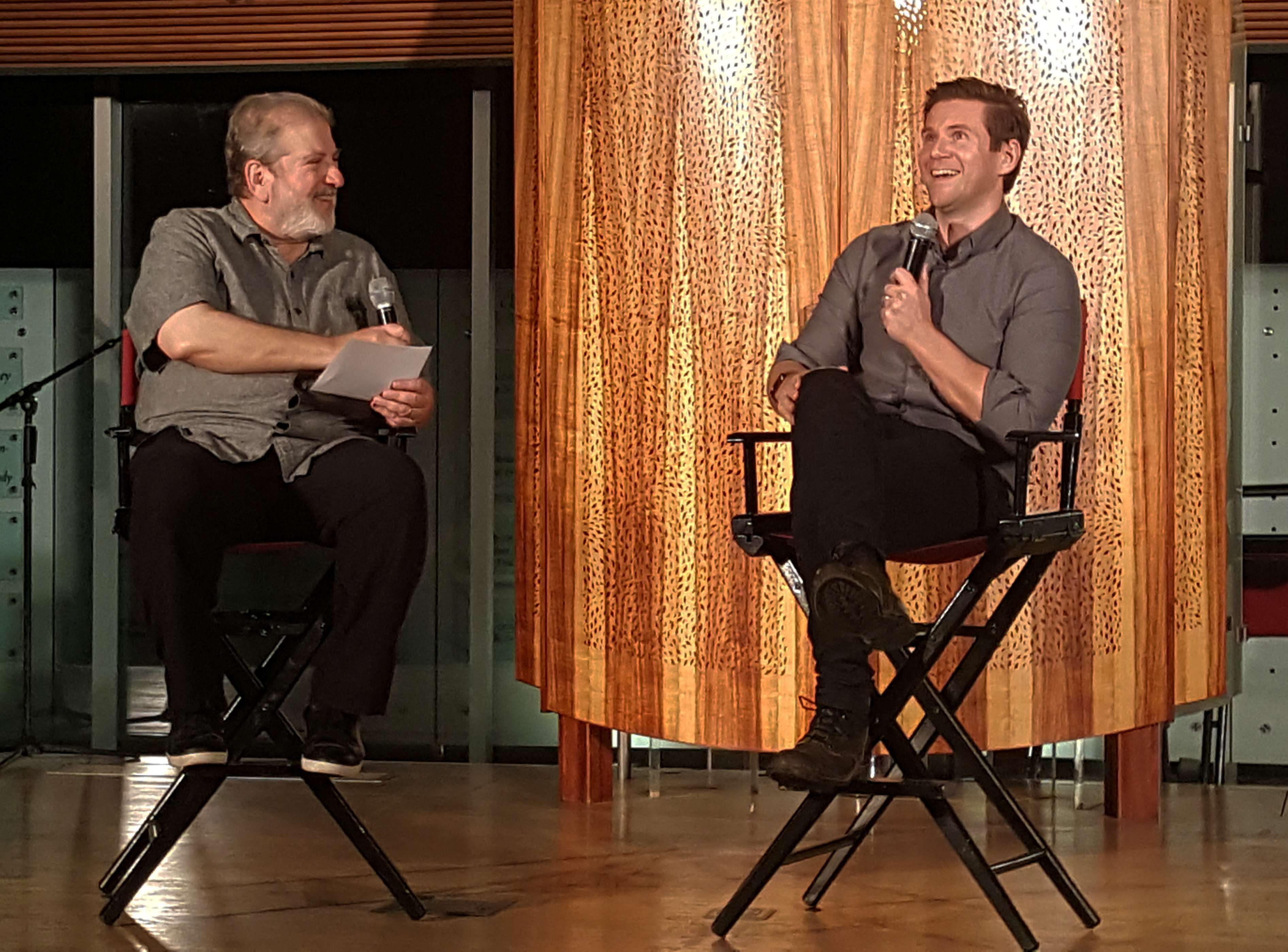
Allen Leech al Malibu Film Society nel 2019

- Il richiamo del passato (Yesterday's Children), regia di Marcus Cole (2000)
- Benedict Arnold: A Question of Honor, regia di Mikael Salomon – film TV (2003)
- Battlefield Britain – serie TV, episodio 1x07 (2004)
- Love Is the Drug – serie TV, 4 episodi (2004)
- Legend – serie TV, 6 episodi (2006)
- Roma (Rome) – serie TV, 8 episodi (2007)
- Heroes and Villains – serie TV, episodio 1x02 (2008)
- I Tudors (The Tudors) – serie TV, episodi 4x04-4x05 (2010)
- Primeval – serie TV, episodio 5x02 (2011)
- Black Mirror – serie TV, episodio 1x01 (2012)
- Downton Abbey – serie TV, 45 episodi (2010-2015)
- The Good Doctor - serie TV, episodio 3x13 (2020)

## Teatro
- Un tram che si chiama Desiderio, di Tennessee Williams. Gate Theatre di Dublino (1998)
- This Lime Tree Bower, di Samuel Taylor Coleridge. New Theatre (1999)
- The Queen and Peacock. Garter Lane Arts Centre di Waterford (2000)
- The Morning After Optimism, di Tom Murphy. Abbey Theatre di Dublino (2001)
- Da, di Hugh Leonard. Abbey Theatre di Dublino (2002)
- La Double Inconstance, di Pierre de Marivaux. Project Arts Centre di Dublino (2008)
- Zero Hour. Abbey Theatre di Dublino (2008)
- Fedra, di Racine. Project Arts Centre di Dublino (2010)
- On Baile's Strand, di William Butler Yeats. Abbey Theatre di Dublino (2010)
- Ecstasy, di Mike Leigh. Hampstead Theatre di Londra (2011)

## Doppiatori italiani
Nelle versioni in italiano delle opere in cui ha recitato, Allen Leech è stato doppiato da:
- Stefano Crescentini in Roma, Downton Abbey (1ª voce), Il ricatto, The Imitation Game
- Luca Mannocci in Downton Abbey (2ª voce), Downton Abbey II - Una nuova era
- Leonardo Graziano in Amici per la vita
- Daniele Di Matteo in The Sweeney
- Gabriele Sabatini in Bohemian Rhapsody

## Premi e candidature
- 2004 - Irish Film and Television Awards
  - Nomination - Best New Talent per Amici per la vita.

- 2005 - Irish Film and Television Awards
  - Nomination - Best Actor in Television per Love Is the Drug.

- 2007 - Irish Film and Television Awards
  - Nomination - Best Actor in a Supporting Role in Television per Legend.

- 2013 - Irish Film and Television Awards
  - Nomination - Best Actor in a Supporting Role in Television per Downton Abbey.

- 2013 - Screen Actors Guild Awards
  - Vinto - Outstanding Performance by an Ensemble in a Drama Series per Downton Abbey (condiviso con il resto del cast).